# Judith Seidman
Pour les articles homonymes, voir Seidman.
Judith Seidman, née le 1er septembre 1950, est une chercheuse, éducatrice et femme politique canadienne. Elle est membre du Sénat du Canada, représentant le Parti conservateur du Canada. 

## Biographie
Judith Seidman grandit à Saint-Laurent, alors une ville de la banlieue de Montréal. Elle reçoit une formation en épidémiologie et en service social. Elle fait de la recherche en santé, notamment dans le domaine du vieillissement.
Elle est nommée sénatrice par le premier ministre Stephen Harper le 27 août 2009.